# Línea 49 (EMT Madrid)
La línea 49 de la EMT de Madrid une la plaza de Castilla con la estación de Pitis.

## Características
Esta línea comunica la estación de Pitis y el área residencial de Arroyo del Fresno con la plaza de Castilla, a través del Barrio del Pilar y del corazón del distrito de Tetuán. En su origen, continuaba hasta el Barrio de Santa María (Hortaleza), pero tras una restructuración de la línea, se dividió en dos: las actuales 49 y 107 (Plaza de Castilla-Hortaleza).
La primera línea 49 circulaba entre Pl. Castilla - U.V.A de Hortaleza. El 4 de abril de 1970 se suprime un ramal de la línea periférica P-28 que unía Metro de Valdeacederas por Capitán Blanco Argibay hasta el Barrio del Pilar que fue autorizada en tanto no estuviera abierto al servicio el enlace Valdezarza-Barrio del Pilar y la línea P-28 original no pudiera hacer el recorrido entero entre Pl. Cuatro Caminos - Valdezarza - Barrio del Pilar. Ese día, la línea 49 de la E.M.T. Plaza de Castilla-U.V.A. de Hortaleza pasó a ser Barrio del Pilar-U.V.A. de Hortaleza.
El recorrido dentro de Arroyo del Fresno de esta línea, así como de la línea 64, ha sido ampliado según iba creciendo el barrio, habiéndose ampliado por última vez la línea 49 en mayo de 2016 hasta la estación de Pitis, con la inauguración de nuevos bloques en la avenida de Arroyo del Monte.
Con motivo de la conversión de la calle Capitán Blanco Argibay para hacer ésta de un solo sentido, la línea modificó sustancialmente el recorrido de ida en marzo de 2009 por el interior de Tetuán.

### Frecuencias
| Lunes a viernes laborables |               |
| De 6:00 a 19:00            | 4-8 minutos   |
| De 19:00 a 23:00           | 6-14 minutos  |
| Sábados laborables         |               |
| De 6:00 a 10:00            | 8-21 minutos  |
| De 10:00 a 20:00           | 8-11 minutos  |
| De 20:00 a 23:00           | 10-16 minutos |
| Domingos y festivos        |               |
| De 7:00 a 10:00            | 11-20 minutos |
| De 10:00 a 22:00           | 11-13 minutos |
| De 22:00 a 23:00           | 12-20 minutos |

## Recorrido y paradas

### Sentido Pitis
La línea inicia su recorrido en la dársena n.º 42 de la terminal de superficie del intercambiador de Plaza de Castilla. Desde aquí sale a la Plaza de Castilla y toma la calle Bravo Murillo, calle por la que inicia su recorrido. Circula por la misma hasta girar a la derecha por la calle Torrijos, que recorre muy brevemente girando de nuevo a la derecha por la calle Pinos Alta.
La línea recorre la calle Pinos Alta hasta girar a la izquierda por la calle de la Veza, que recorre entera siguiendo de frente por su continuación natural, la calle del Plátano, que también recorre entera siguiendo al final de frente por la calle del Arroyo, que recorre entera saliendo al Paseo de la Dirección, por el que circula a continuación hasta la intersección con la calle Capitán Blanco Argibay, donde gira a la derecha para bajar hasta la Glorieta de Piedrafita del Cebrero.
Sale de la glorieta por la Avenida de Betanzos, por la que se introduce en el Barrio del Pilar. Al llegar a la intersección de esta avenida con la Avenida de Monforte de Lemos, gira a la derecha, pasando frente al centro comercial La Vaguada. En la siguiente intersección gira a la izquierda para incorporarse a la calle Ginzo de Limia, que recorre hasta el final, girando a la izquierda para incorporarse a la Avenida del Cardenal Herrera Oria.
Por esta avenida circula hasta la intersección con la calle Ramón Gómez de la Serna, donde gira a la derecha incorporándose a ésta y entrando en el barrio de Arroyo del Fresno por dicha calle y su continuación natural, Riscos de Polanco.
Dentro del nuevo barrio Arroyo del Fresno la línea circula y para en las siguientes calles: Riscos de Polanco, Peña del Águila, Senda del Infante y Valle de Enmedio, saliendo al final de esta última a la Avenida del Ventisquero de la Condesa. Desde ésta, gira a la izquierda por Arroyo del Fresno, por la que circula hasta girar a la derecha por Senda del Infante sin efectuar paradas en la misma, girando al final a la derecha por Gloria Fuertes. De nuevо, gira a la derecha por María Casares, donde tiene su cabecera junto al acceso a la estación de Pitis.
| Código | Parada                                       | Común con          | Conexiones con Metro y Cercanías | Otros |
| ------ | -------------------------------------------- | ------------------ | -------------------------------- | ----- |
| 5611   | PLAZA CASTILLA (intercambiador - dársena 42) | 42                 | Plaza de Castilla                |       |
| 1530   | Bravo Murillo-Plaza Castilla                 | 66 124             |                                  |       |
| 1532   | Junta Municipal Tetuán                       | 66 124             |                                  |       |
| 5632   | Pinos Alta-Bravo Murillo                     |                    | Valdeacederas                    |       |
| 5633   | Veza                                         |                    |                                  |       |
| 5634   | Plátano                                      |                    |                                  |       |
| 5635   | Arroyo                                       |                    |                                  |       |
| 5636   | Arroyo-Paseo de la Dirección                 |                    |                                  |       |
| 4264   | Paseo de la Dirección-Jaramagos              |                    |                                  |       |
| 4354   | Blanco Argibay-Paseo de la Dirección         |                    |                                  |       |
| 1542   | Piedrafita del Cebrero                       | 126 128            |                                  |       |
| 1503   | Betanzos-Fernández Almagro                   | 42 126 128         |                                  |       |
| 1505   | Betanzos-La Bañeza                           | 42 126 128 147     |                                  |       |
| 1364   | Parque de La Vaguada                         | 83 128 132 137     |                                  |       |
| 1366   | Junta Municipal Fuencarral                   | 83 128 132 137 179 |                                  |       |
| 1368   | Monforte de Lemos-La Vaguada                 | 83 128 132 137 179 | Barrio del Pilar                 |       |
| 1544   | Ginzo de Limia-La Vaguada                    | 134                |                                  |       |
| 5329   | Reales Academias-IMSERSO                     | 134                |                                  |       |
| 1546   | Ginzo de Limia-Sangenjo                      | 134 815            |                                  |       |
| 1548   | Metro Herrera Oria                           | 134 815            | Herrera Oria                     |       |
| 4730   | Herrera Oria-Roda de Bará                    | 134                |                                  |       |
| 1357   | Herrera Oria-Isla de Arosa                   | 64 83 133          | Avenida de la Ilustración        |       |
| 1550   | Herrera Oria-Gómez de la Serna               | 67                 |                                  |       |
| 1552   | Gómez de la Serna-Julio Calvo                |                    |                                  |       |
| 1554   | Metro Lacoma                                 |                    | Lacoma                           |       |
| 4777   | Peña del Águila                              |                    |                                  |       |
| 1556   | Riscos de Polanco                            |                    |                                  |       |
| 1558   | Senda del Infante-Cerro Minguete             |                    |                                  |       |
| 4731   | Pradera de Corralillos                       |                    |                                  |       |
| 4736   | Ventisquero de la Condesa-Valle Enmedio      |                    |                                  |       |
| 3822   | Metro Mirasierra                             |                    | Mirasierra                       |       |
| 3823   | Ventisquero de la Condesa-Clínica CEMTRO     |                    |                                  |       |
| 4273   | Arroyo del Monte-Ventisquero Condesa         | 170                |                                  |       |
| 4732   | Juanita Cruz-María de Maeztu                 | 170                |                                  |       |
| 4734   | ESTACIÓN DE PITIS (C/ Gloria Fuertes)        |                    | Pitis                            |       |

### Sentido Plaza de Castilla
| Código | Parada                                       | Común con          | Conexiones con Metro y Cercanías | Otros |
| ------ | -------------------------------------------- | ------------------ | -------------------------------- | ----- |
| 4734   | ESTACIÓN DE PITIS (C/ Gloria Fuertes)        |                    | Pitis                            |       |
| 4405   | Senda del Infante-Olga Ramos                 | 64 170             |                                  |       |
| 4274   | Arroyo del Monte-Ventisquero Condesa         | 170                |                                  |       |
| 3824   | Ventisquero de la Condesa-Clínica CEMTRO     |                    |                                  |       |
| 4740   | Metro Mirasierra                             |                    | Mirasierra                       |       |
| 4737   | Ventisquero de la Condesa-Valle Enmedio      |                    |                                  |       |
| 1560   | Pradera de Corralillos                       | 64                 |                                  |       |
| 1559   | Senda del Infante-Cerro Minguete             | 64                 |                                  |       |
| 51145  | Riscos de Polanco                            |                    |                                  |       |
| 4733   | Peña del Águila                              |                    |                                  |       |
| 1555   | Metro Lacoma                                 |                    | Lacoma                           |       |
| 1553   | Gómez de la Serna-Julio Calvo                |                    |                                  |       |
| 1551   | Herrera Oria-Gómez de la Serna               | 67                 |                                  |       |
| 5523   | Herrera Oria-Isla de Arosa                   | 815                | Avenida de la Ilustración        |       |
| 1565   | Lacoma (Av. C. Herrera Oria, 205)            | 64 124             |                                  |       |
| 1549   | Metro Herrera Oria                           | 134 815            | Herrera Oria                     |       |
| 1547   | Ginzo de Limia-Sangenjo                      | 134 815            |                                  |       |
| 5330   | Reales Academias-IMSERSO                     | 134                |                                  |       |
| 1545   | Ginzo de Limia-La Vaguada                    | 134                |                                  |       |
| 93     | La Vaguada                                   | 83 132 137 179     | Barrio del Pilar                 |       |
| 1367   | Junta Municipal Fuencarral                   | 83 128 132 137 179 |                                  |       |
| 1365   | Parque de La Vaguada                         | 83 128 132 137     |                                  |       |
| 1506   | Betanzos-La Bañeza                           | 42 126 128 147     |                                  |       |
| 1504   | Betanzos-Fernández Almagro                   | 42 126 128         |                                  |       |
| 1543   | Piedrafita del Cebrero                       | 126 128            |                                  |       |
| 4355   | Blanco Argibay-Paseo de la Dirección         |                    |                                  |       |
| 1539   | Blanco Argibay-Sorgo                         |                    |                                  |       |
| 1537   | Blanco Argibay-Pinos Baja                    | 177                |                                  |       |
| 4217   | Blanco Argibay-Moquetas                      |                    |                                  |       |
| 1535   | Blanco Argibay-Muller                        |                    |                                  |       |
| 5268   | Blanco Argibay-Mundillo                      |                    |                                  |       |
| 1533   | Junta Municipal Tetuán                       | 66 124             | Valdeacederas                    |       |
| 1531   | Plaza Castilla                               | 66 124 149         |                                  |       |
| 5611   | PLAZA CASTILLA (intercambiador - dársena 42) | 42                 | Plaza de Castilla                |       |